# Hosszúpályi megállóhely
Hosszúpályi megállóhely egy Hajdú-Bihar vármegyei megállóhely, melyet a MÁV üzemeltetett. A személyszállítás szünetel.

## Áthaladó vasútvonalak
A megállóhelyet a következő vasútvonalak érintik:
- Sáránd–Létavértes-vasútvonal

## Kapcsolódó állomások
A megállóhelyhez az alábbi állomások vannak a legközelebb:
- Hajdúbagos megállóhely (Sáránd–Létavértes-vasútvonal)
- Monostorpályi megállóhely (Sáránd–Létavértes-vasútvonal)

## Forgalom
A megállóhelyen és a rajta áthaladó vasútvonal egy szakaszán a vasúti forgalom 2009. december 13-a óta szünetel.
Bővebben: 2009-es magyarországi vasútbezárások

## Megközelítése
A megállóhely Hosszúpályi északi részén helyezkedik el, közúti megközelítését a rövid, helyi önkormányzati Vasút utca teszi lehetővé.